# Killala Bay
Killala Bay är en vik i republiken Irland. Den ligger i den nordvästra delen av landet, 210 km nordväst om huvudstaden Dublin.